# HD 27563
HD 27563 (d Eridanus) é uma estrela na direção da Eridanus. Possui uma ascensão reta de 04h 20m 42.83s e uma declinação de −07° 35′ 33.0″. Sua magnitude aparente é igual a 5.85. Considerando sua distância de 756 anos-luz em relação à Terra, sua magnitude absoluta é igual a −0.98. Pertence à classe espectral B5III.